# Liang Lizhen
Liang Lizhen (chinesisch 梁丽珍, Pinyin Liáng Lízhēn; * 1945; † 27. Januar 2017) war eine chinesische Tischtennisspielerin. Sie gewann im Mannschaftswettbewerb der Weltmeisterschaft 1965 Gold.

## Werdegang
Von 1961 bis 1971 nahm Liang Lizhen an mindestens vier Weltmeisterschaften teil. 1961 erreichte sie im Doppel mit Han Yu-Chen das Halbfinale. Genauso weit kam sie 1963 im Mannschaftswettbewerb. Am erfolgreichsten war sie bei der WM 1965. Hier wurde sie mit der Damenmannschaft Weltmeister. Zudem holte sie im Doppel mit Li Li und im Mixed mit Zhuang Zedong Bronze. Lediglich 1971 blieb sie ohne Medaillengewinn.
Mitte 1965 belegte sie in der ITTF-Weltrangliste Platz 8.

## Turnierergebnisse
| Verband | Veranstaltung     | Jahr | Ort       | Land | Einzel        | Doppel        | Mixed         | Team       |
| ------- | ----------------- | ---- | --------- | ---- | ------------- | ------------- | ------------- | ---------- |
| CHN     | Weltmeisterschaft | 1971 | Nagoya    | JPN  |               | letzte 32     | letzte 64     |            |
| CHN     | Weltmeisterschaft | 1965 | Ljubljana | YUG  | Viertelfinale | Halbfinale    | Halbfinale    | Gold       |
| CHN     | Weltmeisterschaft | 1963 | Prag      | TCH  | Viertelfinale | Viertelfinale | letzte 64     | Halbfinale |
| CHN     | Weltmeisterschaft | 1961 | Peking    | CHN  | letzte 16     | Halbfinale    | Viertelfinale |            |